# Romero Lubambo
Romero Lubambo (Rio de Janeiro, 20 juli 1955) is een Braziliaanse bossanova- en jazzgitarist.

## Biografie
Lubambo leerde al zeer vroeg piano spelen. Op 13-jarige leeftijd wisselde hij naar de klassieke gitaar. In 1978 voltooide hij zijn studies aan de muziekschool Villa-Lobos in zijn geboortestad. In 1980 rondde hij zijn ingenieursstudie af aan de Pontifícia Universidade Católica do Rio de Janeiro. In 1985 verhuisde hij naar de Verenigde Staten, waar hij als gevraagde muzikant opnam met Astrud Gilberto, Dianne Reeves, Michael Brecker, Al Jarreau, Kathleen Battle, Harry Belafonte, Grover Washington jr., Luciana Souza, Sergio Assad, Ivan Lins, Dizzy Gillespie, Sadao Watanabe, Paquito D'Rivera, Yo-Yo Ma en Ryan Truesdell (Centennial – Newly Discovered Works of Gil Evans), maar ook speelde in de bands van Herbie Mann, George Garzone, Dave Douglas, Wolfgang Lackerschmid, Maucha Adnet, Flora Purim en Airto Moreira. Sinds 1990 bracht hij eigen albums uit en trad hij ook op in duo's, waaronder met David Chesky. Met Duduka da Fonseca en Nilson Matta vormde hij het Trio da Paz, waarmee hij sinds 1992 meerdere albums uitbracht.

## Discografie
- 1990: Autonomia (1990)
- 1993: Face to Face, met Weber Drummond (GSP)
- 1993: Shades of Rio, met Raphael Rabello
- 1994: Two (GSP)
- 1999: Lubambo (Avant)
- 2002: César Camargo Mariano & Romero Lubambo Duo
- 2002: Brazilian Routes
- 2003: Rio de Janeiro Underground (Victor Records)
- 2003: Romero Lubambo & Lica Cecato (Sony Records)
- 2003: Romero Lubambo & Leny Andrade Coisa Fina
- 2006: Softly
- 2011: Bons Amigos

- Bibliothèque nationale de France: cb13926501q (data)
- Gemeinsame Normdatei: 134720369
- International Standard Name Identifier: 0000 0000 5514 4934
- Library of Congress Control Number: n91109490
- MusicBrainz: 9fa64e45-9f39-4e5c-a860-a63b7fc60d02
- Nationale Bibliotheek van Tsjechië: xx0203306
- Nationale Bibliotheek van Israël: 987007337146405171
- Système universitaire de documentation: 158365410
- Virtual International Authority File: 51877664
- WorldCat: E39PBJxxcXGTyC3YTqfKYrryVC